# Karolína Muchová
Karolína Muchová (født 21. august 1996 i Olomouc, Tjekkiet) er en professionel kvindelig tennisspiller fra Tjekkiet.